# Rigspolitiet
Die Rigspolitiet (deutsch Reichspolizei) ist die oberste Behörde der Polizei im Königreich Dänemark. Aufgabe der Rigspolitiet ist, die Ausrichtung und Strategie der Polizei (Politiet) zu definieren, die Arbeit der Polizeikräfte unterstützen sowie die polizeilichen Tätigkeiten auf nationaler Ebene zu koordinieren. Ihr sind alle dänischen Polizeidirektionen unterstellt. Sitz der Behörde ist Kopenhagen.

## Organisation
Die Rigspolitiet wird vom Reichspolizeichef (rigspolitichefen) geleitet und gliedert sich in vier Hauptbereiche. Diese sind die Polizeireviere, die Gruppenleitung, die IT-Gruppe und die Gruppen-HR. Ergänzend dazu gehört der Polizei-Nachrichtendienst (PET) zur Polizei.
Leiter der Rigspolitiet war von 2009 bis 2020 der studierte Jurist Jens Henrik Højbjerg (* 1955), der seine Karriere zwischen 1982 und 1984 als Polizeichef in Grönland begann. Zwischen 1992 und 1996 wurde er bereits stellvertretender Polizeichef der Rigspolitiet, ehe er zwischen 1996 und 2003 den Hauptbereich der Polizei leitete. Zwischen 2003 und 2006 sammelte er als stellvertretender Geschäftsführer von Europol internationale Erfahrungen. Sein Nachfolger als Leiter der Rigspolitiet ist Thorkild Fogde.